# Championnat d'Égypte féminin de football
Le Championnat d'Égypte féminin de football est une compétition de football féminin créée en 1998 opposant les 14 meilleurs clubs d'Égypte.

## Histoire
Le championnat est créé en 1998 et rassemble alors 12 équipes. Le Maaden LFC remporte ce championnat ainsi que les trois suivants, avant que la compétition ne connaisse un nouveau champion en 2003 avec le sacre de Semouha. 
La compétition connaît une longue interruption de 2003 à 2007. Le championnat reprend sur le sacre du Wadi Degla SC pour la saison 2007-2008. Le club cairote domine la compétition avec dix titres consécutifs de 2008 à 2018 ; le championnat sera abandonné lors de la saison 2010-2011 en raison de la Révolution égyptienne.
La saison 2018-2019 se conclut sur une égalité de points entre le Wadi Degla SC et l'Al-Tayaran Football Club ; un match d'appui sur terrain neutre est alors disputé pour déterminer le champion. L'Al-Tayaran FC met un terme à la série du Wadi Degla SC en s'imposant sur le score de 2-0,  grâce à un doublé de Nada Nasr qui sera élue joueuse du match.
La saison 2019-2020 est marquée en mars 2020 alors qu'il reste cinq journées à jouer à cause de la pandémie de Covid-19. Le championnat reprend en octobre, et le Wadi Degla SC remporte son 11e titre à une journée de la fin ; l'attaquante Nadine Ghazi du club de Kafr Saad est la meilleure buteuse de la saison.
La saison 2020-2021 se conclut une nouvelle fois sur le sacre du Wadi Degla SC, au bout d'une compétition serrée avec le promu El-Gouna, qui termine deuxième seulement à la différence de buts.

## Palmarès

### Palmarès par saison
Le palmarès du championnat d'Égypte féminin de football est le suivant :
| Saison    | Vainqueur               |
| --------- | ----------------------- |
| 1998-1999 | Maaden LFC              |
| 1999-2000 | Maaden LFC              |
| 2000-2001 | Maaden LFC              |
| 2001-2002 | Goldi (4)               |
| 2002-2003 | Semouha                 |
| 2003-2007 | Championnat non disputé |
| 2007-2008 | Wadi Degla SC           |
| 2008-2009 | Wadi Degla SC           |
| 2009-2010 | Wadi Degla SC           |

| Saison    | Vainqueur             |
| --------- | --------------------- |
| 2010-2011 | Championnat abandonné |
| 2011-2012 | Wadi Degla SC         |
| 2012-2013 | Wadi Degla SC         |
| 2013-2014 | Wadi Degla SC         |
| 2014-2015 | Wadi Degla SC         |
| 2015-2016 | Wadi Degla SC         |
| 2016-2017 | Wadi Degla SC         |
| 2017-2018 | Wadi Degla SC         |
| 2018-2019 | Al-Tayeran FC         |

| Saison    | Vainqueur          |
| --------- | ------------------ |
| 2019-2020 | Wadi Degla SC      |
| 2020-2021 | Wadi Degla SC      |
| 2021-2022 | Wadi Degla SC      |
| 2022-2023 | Wadi Degla SC (14) |
| 2023-2024 | Tutankhamun FC     |
| 2024-2025 | FC Masar (2)       |

### Palmarès par club
| Club          | Titres |
| ------------- | ------ |
| Wadi Degla SC | 14     |
| Goldi         | 4      |
| FC Masar      | 2      |
| Semouha       | 1      |
| Al-Tayeran FC | 1      |